# Steuergeheimnis
Das Steuergeheimnis ist ein in § 30 Abgabenordnung geregeltes Grundprinzip des deutschen Steuerrechts. Es ist ein Ausfluss des allgemeinen Amtsverschwiegenheitsgrundsatzes (siehe Amtsgeheimnis) und lässt sich auf das allgemeine Persönlichkeitsrecht zurückführen.
Es gebietet den Finanzbehörden, Erkenntnisse, die sie im Besteuerungsverfahren gewinnen, nicht an Dritte weiterzugeben bzw. in der Steuerverwaltungssphäre gespeicherte Daten nur befugt abzurufen bzw. zu verwerten. Es verpflichtet die Amtsträger zur besonderen Verschwiegenheit über im Besteuerungsverfahren bekanntgewordene Sachverhalte. Es gibt Ausnahmetatbestände (siehe unten). Die Finanzbehörde ist bei der Aufklärung eines erheblichen Sachverhalts in vielen Fällen auf die Mitwirkung des Steuerpflichtigen angewiesen.

## Bedeutung
Das Steuergeheimnis ist gesetzlich verankert in § 30 Abgabenordnung und bildet den verfahrensrechtlichen Ausgleich zu den umfangreichen Offenbarungs-, Auskunfts- und Mitwirkungspflichten gegenüber der Finanzbehörde, die dem Steuerpflichtigen und anderen Beteiligten auferlegt worden sind. Das Steuergeheimnis soll sicherstellen, dass die im Besteuerungsverfahren dem Finanzamt offenbarten Verhältnisse des Steuerpflichtigen nicht an Dritte, wozu grundsätzlich auch andere öffentlich-rechtliche, nicht mit Steuerverwaltungsaufgaben betraute Stellen gehören, weitergegeben werden. Es bildet das verfahrensrechtliche Pendant zu den umfassenden Mitwirkungspflichten der Beteiligten – insbesondere des Steuerpflichtigen. Nach Auffassung des Bundesverfassungsgerichts ist der Zweck des Steuergeheimnisses, durch besonderen Schutz des Vertrauens in die Amtsverschwiegenheit die Bereitschaft zur Offenlegung steuerlicher Sachverhalte zu fördern, um so das Steuerverfahren zu erleichtern, die Steuerquelle vollständig zu erfassen und eine gesetzmäßige, d. h. insbesondere auch gleichmäßige Besteuerung sicherzustellen.

## Zulässige Offenbarung
Die Weitergabe von erlangten Erkenntnissen ist zulässig, wenn
- sie der Durchführung eines Besteuerungsverfahrens, eines gerichtlichen Verfahrens in Steuersachen, eines Steuerstrafverfahrens oder eines Bußgeldverfahrens wegen einer Steuerordnungswidrigkeit dient (§ 30 Abs. 4 Ziff. 1  Abgabenordnung)
- sie durch ein Bundesgesetz ausdrücklich zugelassen ist (§ 30 Abs. 4 Ziff. 2 Abgabenordnung) [3]
- der Betroffene zustimmt (§ 30 Abs. 4 Ziff. 3 Abgabenordnung)
- sie der Durchführung eines außersteuerlichen Strafverfahrens dient und besondere Voraussetzungen erfüllt sind (§ 30 Abs. 4 Ziff. 4 Abgabenordnung)
- für sie ein zwingendes öffentliches Interesse besteht (§ 30 Abs. 4 Ziff. 5 Abgabenordnung).

Die Erlaubnistatbestände gem. § 30 Abs. 4 Abgabenordnung befassen sich lediglich mit der Offenbarung von im Besteuerungsverfahren ermittelten Tatsachen; die Verwertungsbefugnis ist dort nicht angesprochen. So darf die Finanzbehörde gemäß ausdrücklicher gesetzlicher Regelung § 249  Abs. 2 S. 2 Abgabenordnung ihr bekannte, nach § 30 Abgabenordnung geschützte Daten, die sie bei der Vollstreckung wegen Steuern und steuerlicher Nebenleistungen verwenden darf, auch bei der Vollstreckung wegen anderer Geldleistungen als Steuern und steuerlicher Nebenleistungen verwenden.

## Folgen der Verletzung
Das Steuergeheimnis wird immer dann verletzt, wenn ein Amtsträger Verhältnisse eines Steuerpflichtigen oder eines anderen Beteiligten unbefugt Dritten gegenüber offenbart. Das Gleiche gilt für fremde Betriebsgeheimnisse, die unbefugt verwertet werden. Darüber hinaus wird das Steuergeheimnis auch durch unbefugtes Abrufen von Daten verletzt. Die Verletzung des Steuergeheimnisses steht unter Strafandrohung (§ 355 StGB). Demnach kann die Verletzung mit bis zu zwei Jahren Freiheitsstrafe oder Geldstrafe geahndet werden. Daneben sind disziplinarrechtliche Konsequenzen als auch zivilrechtliche Schadenersatzansprüche möglich (§ 839 BGB, Art. 34 GG).

## Verwandte Themen
- Das Steuergeheimnis ist eine besondere Form des Datenschutzes. Das Bundesdatenschutzgesetz wird von der Abgabenordnung verdrängt, soweit deren Geltungsbereich reicht.
- Im Gegensatz zum Steuergeheimnis ist das Bankgeheimnis in Deutschland nicht gesetzlich geregelt.
- Steuerberater, Wirtschaftsprüfer und Rechtsanwälte werden nicht durch das Steuergeheimnis, sondern durch die Verschwiegenheitspflicht zur Geheimniswahrung verpflichtet.